# Balaton (Heves)
Pour les articles homonymes, voir Balaton.
Balaton (hongrois : Balaton [ˈbɒlɒton]) est une localité hongroise située dans le comitat de Heves.

## Nom et attributs

### Toponymie
Le nom du village est vraisemblablement d'origine slave, dérivé du mot blaton, signifiant « marécageux » ou « zone de roseaux ».

## Site et localisation

### Topographie et hydrographie
Située à la limite nord du comitat, la commune de Balaton s'inscrit dans le bassin d'Ózd–Egercsehi, au sein d'un relief partiellement montagneux (au pied du plateau du Bükk), caractérisé par des sols limono-argileux.

## Histoire
Le territoire de Balaton était déjà habité à l'époque de l'invasion mongole de 1241–1242. Un premier lieu de culte en bois existait dès cette époque, rattaché à l'archevêché d'Eger et à l'abbaye cistercienne de Bélapátfalva, fondée au XIIIe siècle.
Au début du XVe siècle, Balaton était un domaine partagé des familles Lorántffy (de Serke) et Kormos, cette dernière étant également implantée dans le comitat de Temes. Le domaine fut ensuite morcelé par héritages et alliances au profit des familles Ormányi et Perényi. En 1506, Fülöp Kormos ou son fils fit don d'un domaine à Füzes à la maison des Augustins d'Eger, avec l'approbation du roi Vladislas II. En 1521, Tamás Kormos, vice-châtelain du château de Diósgyőr auprès de la reine Marie de Habsbourg, reçut un nouveau blason de Louis II, ce qui fixa la famille en Borsod.
Le village fut détruit par les Ottomans en 1552, puis rapidement reconstruit. Une chronique locale relate un épisode épique dans lequel János Kormos, capitaine de la forteresse de Szarvaskő, aurait vaincu en duel un chef militaire turc dans un défilé voisin. Il aurait rapporté la tête de son adversaire au roi à Vienne, mais fut à son retour pris en embuscade et tué au même endroit, un de ses fils étant ensuite empalé par vengeance.
Un recensement fiscal de 1582 révèle que Balaton appartenait à divers nobles et était soumis à une lourde fiscalité : impôts monétaires, dîmes en nature (miel, beurre, vin, pain, volailles), ainsi que corvées. En 1590, Tamás Bolyki en devint co-propriétaire. À partir de 1596, Balaton fit partie du territoire ottoman, ses habitants payant tour à tour tributs à Buda et à Hatvan. L'enquête fiscale de 1641, commandée par le palatin Miklós Esterházy, montre que la pression fiscale ottomane était particulièrement lourde pour la population paysanne.
Au XVIIe siècle, les domaines Ormányi passèrent en grande partie à la famille Szentpétery. En 1715, le recensement établi par la Commissio Systematica mentionne plusieurs familles locales, telles que Barta, Bota, Fonagy et Vass. En 1744, les terres étaient partagées entre les familles Szentpétery, Plathy, Fáy, Tőrös, Fodor et Kormos. Après les partages de propriété de 1862, la commune comptait 12 fermiers propriétaires, 7 journaliers, 6 nobles possédant des terres roturières, et 55 petits nobles sans domaine.
Avant 1945, Balaton faisait partie du district d'Ózd, dans le comitat de Borsod.

## Population

### Minorités culturelles et religieuses
Lors du recensement de 2001, la population de la localité se composait à 90 % de Hongrois et à 10 % de personnes se déclarant de nationalité rom.
En 2011, 91,3 % des habitants se déclaraient Hongrois, 7,9 % Roms et 0,2 % Allemands. Le taux de non-réponse s'élevait à 8,6 %, et le cumul des identités déclarées pouvait dépasser 100 % en raison des doubles appartenances. Du point de vue religieux, 66,8 % des habitants se déclaraient catholiques romains, 3,2 % réformés, tandis que 13,9 % se disaient sans appartenance religieuse (15,7 % n'ont pas répondu).
Au recensement de 2022, 91,5 % de la population s'identifiait comme Hongroise, 11,5 % comme Rom, 1 % comme Allemande, 0,3 % comme Roumaine, et 0,1 % respectivement comme Ukrainienne et Serbe ; 2,7 % se déclaraient d'autres nationalités non hongroises. Le taux de non-réponse s'élevait à 8,4 %. Concernant les affiliations religieuses, 55,4 % se déclaraient catholiques romains, 2,7 % réformés, 0,6 % catholiques gréco-catholiques et 1,2 % autres catholiques ; 8,2 % des habitants se déclaraient sans confession, et 31,8 % n'ont pas répondu à cette question.

## Équipements
Une école élémentaire à huit classes, une école maternelle et une bibliothèque assurent les services éducatifs et culturels de base.

### Santé et sécurité
La commune est dotée d'un bureau de poste, d'une agence bancaire, d'un cabinet médical et d'une pharmacie.

### Réseaux intra-urbains
Balaton dispose des principales infrastructures modernes. Le village est raccordé aux réseaux de télécommunications (téléphonie, télévision, internet), et bénéficie d'un approvisionnement en eau potable, d'un réseau d'assainissement et d'un service régulier de collecte des déchets. La majorité des foyers est connectée au gaz de ville. Le réseau routier traversant la commune a fait l'objet d'une rénovation complète en 2015.

### Réseaux extra-urbains
L'accès à Balaton se fait exclusivement par la route, notamment par la 2507 via Borsodnádasd ou en passant par Mikófalva et Bükkszentmárton. La gare ferroviaire la plus proche est celle de Bélapátfalva, située à environ six kilomètres au sud-est, sur la ligne Eger–Putnok.

## Économie
Le tissu économique local se compose essentiellement de petites entreprises artisanales ou de services. On y trouve notamment un atelier de carrosserie et peinture automobile, une entreprise de pompes funèbres, un salon de coiffure, un fabricant de matériel apicole, ainsi qu’une entreprise de communication et de services numériques.
Balaton est une destination appréciée tant pour le tourisme rural que pour la chasse. Nichée au pied des forêts sauvages du Bükk, la commune offre des paysages variés et un environnement naturel préservé. Ces forêts, riches en grand gibier, attirent de nombreux chasseurs sportifs, tout en constituant un cadre idéal pour la randonnée grâce à leurs sources d’eau claire, leurs baies sauvages et leurs points de vue pittoresques.

## Patrimoine local
Le principal édifice religieux de la commune est l'église catholique romaine dédiée à saint Martin de Tours. Construite en 1775, elle témoigne du style baroque tardif et constitue l'un des éléments emblématiques du village. 
Située dans la partie sud du village, elle a été bâtie sur une hauteur. Son clocher abrite un exceptionnel exemplaire de cloche gothique daté de 1272, originaire de Bükkszentmárton. Avec ses quelque 300 kg, il s'agit de l'une des plus anciennes cloches conservées en Hongrie. Une inscription gothique en latin est visible à sa partie supérieure : Rex gloriae veni cum pace (« Roi de gloire, viens avec la paix »). Encore utilisée aujourd'hui, la cloche suit la triple fonction traditionnelle : vivos voco, mortuos plango, fulgura frango (« j'appelle les vivants, je pleure les morts, je brise les éclairs »).
L'intérieur de l'église renferme un mobilier remarquable, notamment une chaire datant d'environ 1760, ainsi qu'un bas-relief en bois sculpté du XVIIIe siècle représentant saint Joseph dans son atelier, tenant l'enfant Jésus sur ses genoux, entouré des outils traditionnels du charpentier.
La paroisse de Balaton a été fondée en 1602, et ses registres paroissiaux remontent à 1711. Le bâtiment de l'église a connu plusieurs phases de rénovation, notamment en 1970, lorsque ses murs humides furent asséchés grâce à une méthode électro-osmotique innovante, suivie d'une restauration complète de la façade l'année suivante. Ces travaux ont été largement soutenus par les fidèles de la commune.
Dans le centre historique, on trouve également plusieurs maisons traditionnelles classées ou répertoriées à des fins de préservation. En 1960, quatre habitations ont été inscrites à l'inventaire du patrimoine. 
En 1933, une plaque commémorative a été installée sur le bâtiment du 80 rue Kossuth à la mémoire des habitants morts durant la Première Guerre mondiale.

## La localité dans les représentations
Selon une tradition orale encore vivante dans les années 1980, les habitants de Balaton auraient dissimulé au fond d'un marais les reliques de l'autel ou, selon une autre version plus répandue, la cloche de l'église lors de l'invasion mongole de 1241. La région aurait été désertée jusqu'au XVe siècle. La légende raconte qu'un jeune berger, en lançant par colère son bâton dans le marais, aurait entendu un son métallique. Les nobles du village, alertés, auraient alors retrouvé la cloche et érigé un clocher en bois. Certains anciens croyaient encore, au XXe siècle, que la grande cloche actuelle datait du Moyen Âge.
En réalité, selon les archives paroissiales d'Eger, la cloche fut fondue au moment de la guerre d'indépendance de 1848–1849 pour la fabrication de canons. Elle fut remplacée par une copie réalisée à Eger après le conflit. L'actuel clocher abrite deux cloches, dont la plus grande date du XIXe siècle. Le récit légendaire ne repose donc pas sur des faits vérifiables, d'autant que la sonnerie des cloches ne s'est répandue dans les villages qu'après la victoire de Nándorfehérvár (actuelle Belgrade) en 1456. Toutefois, la tradition reflète une réalité historique : la région de Balaton, marécageuse et isolée, a pu servir de refuge à ceux qui fuyaient les Mongols, ce qui expliquerait également la préservation de l'abbaye de Bélapátfalva dans son état roman.